# Viðarlundin í Kunoy

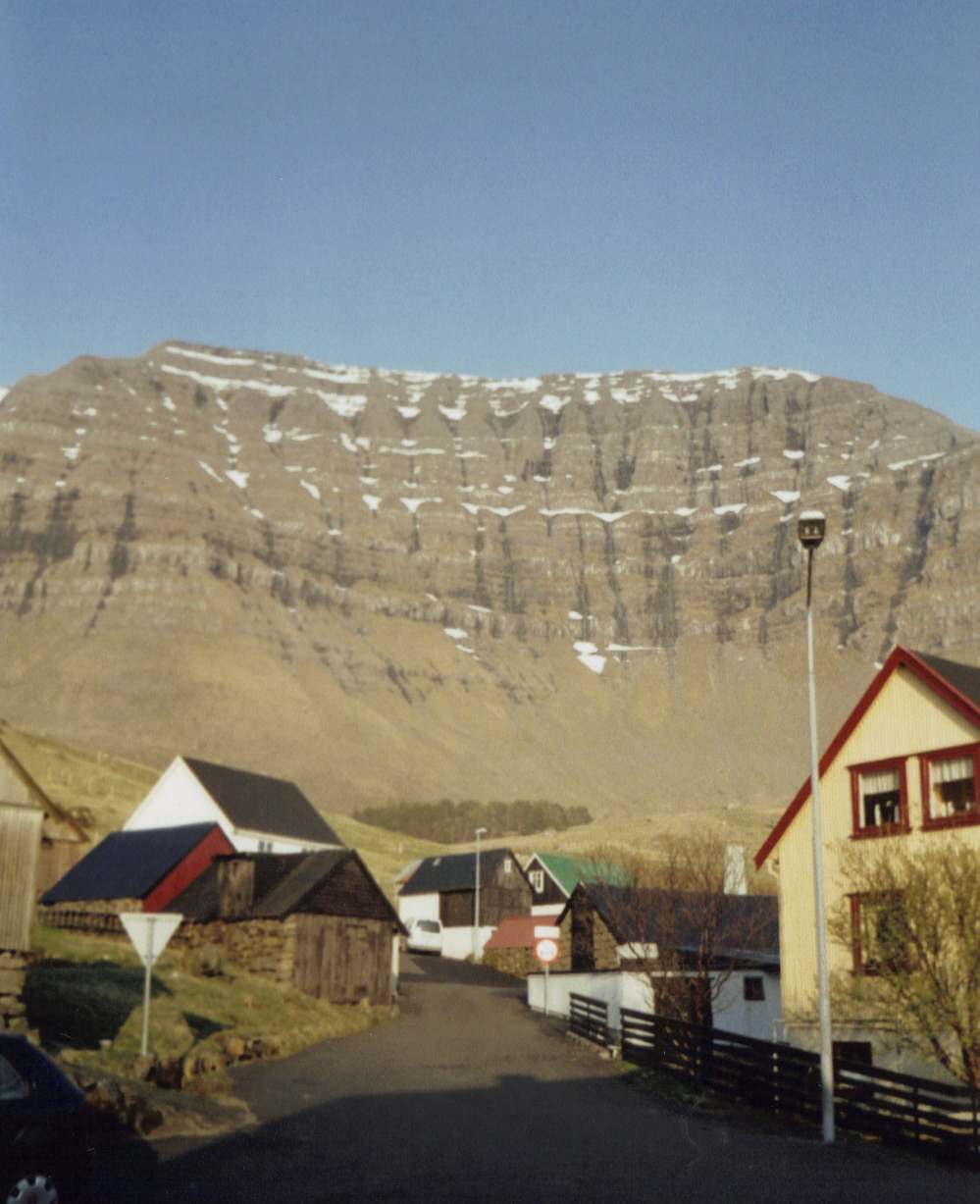
Blick vom Dorf zum Wald

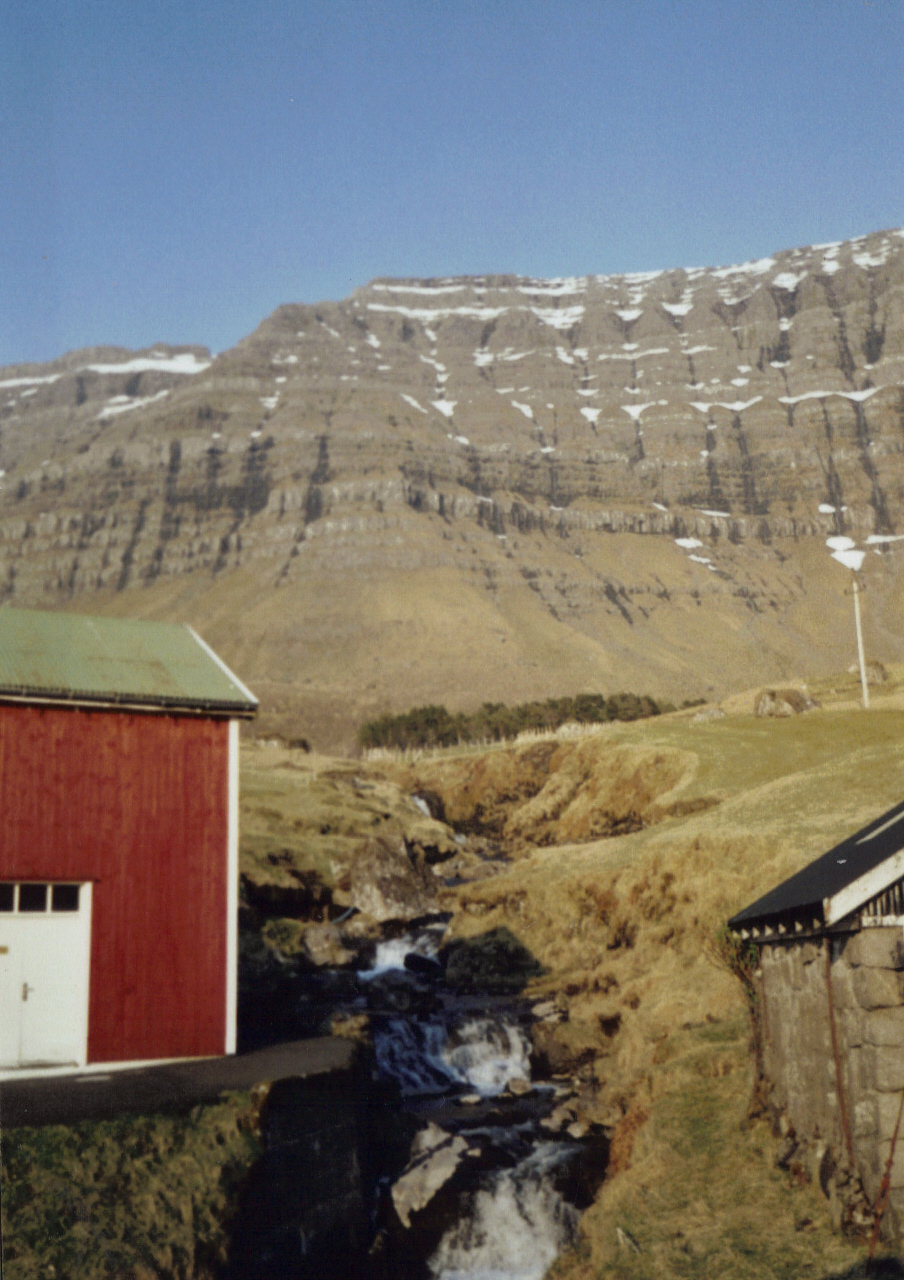
Blick zum Bach Myllá und zum Wald

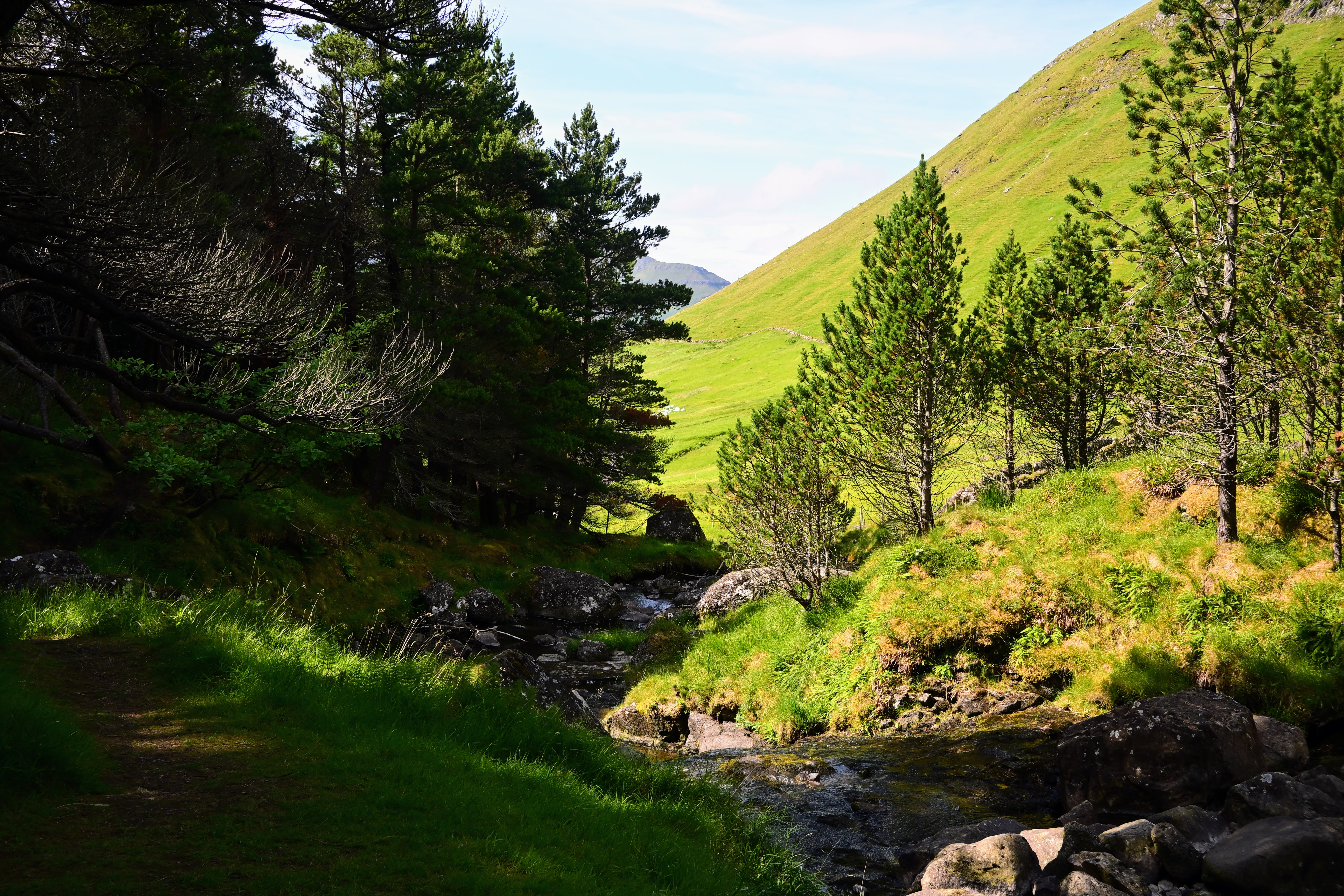
Viðarlundin í Kunoy, Juli 2025

Viðarlundin í Kunoy ist ein Wald unweit des Dorfes Kunoy auf der färöischen Insel Kunoy. Er besteht hauptsächlich aus Eschen, Birken und Fichten und befindet sich rund 1 km nordwestlich des Ortskernes am Bach Myllá. Das färöische Wort viðarlund bedeutet wörtlich „Gehölz“ und bezeichnet eine Parkanlage oder einen Wald auf den Färöern, von deren Fläche nur 0,06 % bewaldet sind.
Die ersten Bäume im Bereich des heutigen Viðarlundin í Kunoy wurden bereits 1914 gepflanzt. Das Gelände wurde 1949 der Gemeinde Kunoy zur Anlage eines Waldes übertragen. Ursprünglich war geplant, ein Gebiet von 17.000 m² Größe mit Bäumen zu bepflanzen. Heute bedeckt das Gehölz Viðarlundin í Kunoy auf dem Grundstück Flur 31 jedoch nur eine Fläche von 7.829  m² und zählt damit zu den kleinsten Wäldern bzw. Parks der Färöer.
Die Färöer sind mit ihrem feuchten kühlen Klima für das Gedeihen von Bäumen schlecht geeignet, denn die Bodenkrume ist relativ dünn und bietet Baumwurzeln wenig Halt. Nicht selten weht starker Wind, der Bäume entwurzeln kann, und es kommt vor, dass die Bäume in einem milden Januar oder Februar ausschlagen und im Frühjahr durch plötzlich einbrechenden Frost überrascht werden. Der Viðarlundin í Kunoy ist eine der Attraktionen des Dorfes Kunoy, da sich hier zeigt, dass auf den Färöern durchaus ein Wald bzw. eine Parkanlage existieren kann. Wie alle Wälder bzw. Parks der Färöer außerhalb der Hauptstadt Tórshavn ist auch der Viðarlundin í Kunoy eingezäunt, um die Bäume vor Nahrung suchenden Schafen zu schützen.